# 王家の紋章 (イラスト集)
「王家の紋章」（おうけのもんしょう）は、細川知栄子による長編漫画『王家の紋章』の初のイラスト集である。1982年(昭和57年)7月15日に秋田書店から発売されている。現在、絶版して入手が困難になった。
全タイトル表記はすべて『永久保存版 プリンセス ロマン デラックス 細川知栄子イラスト集「王家の紋章」』である。
登場人物の紹介に加え、油彩で描かれたカラーイラストと2色イラストストーリーに完全収録された。
2007年8月15日に初版発行された『王家の紋章 連載30周年記念 公式ファンブック』の特報では、第2弾画集『王家の紋章 イラスト集』のタイトルで「今冬予定、発売決定!!」と発表しており、後に発売予定だったが突然中止となる。